# Milano (provins)
 Der er for få eller ingen kildehenvisninger i denne artikel, hvilket er et problem. Du kan hjælpe ved at angive troværdige kilder til de påstande, som fremføres i artiklen.

 For alternative betydninger, se Milano (flertydig). (Se også artikler, som begynder med Milano)
Provinsen Milano (It. Provincia di Milano) var en provins i regionen Lombardiet i det nordlige Italien. Milano var provinsens hovedby. I 2015 blev provinsen erstattet af den nye administrative inddeling Città Metropolitana di Milano. 

## Geografi
Provinsen Milano lå i den vestlige del af Lombaridet og grænsede til:
- i nord mod provinserne Varese, Como og Monza e Brianza,
- i øst mod provinserne Bergamo, Cremona og Lodi,
- i syd mod provinsen Pavia og
- i vest mod Piemonte (provinsen Novara).

## Kommuner
- Abbiategrasso
- Albairate
- Arconate
- Arese
- Arluno
- Assago
- Baranzate
- Bareggio
- Basiano
- Basiglio
- Bellinzago Lombardo
- Bernate Ticino
- Besate
- Binasco
- Boffalora sopra Ticino
- Bollate
- Bresso
- Bubbiano
- Buccinasco
- Buscate
- Bussero
- Busto Garolfo
- Calvignasco
- Cambiago
- Canegrate
- Carpiano
- Carugate
- Casarile
- Casorezzo
- Cassano d'Adda
- Cassina de' Pecchi
- Cassinetta di Lugagnano
- Castano Primo
- Cernusco sul Naviglio
- Cerro al Lambro
- Cerro Maggiore
- Cesano Boscone
- Cesate
- Cinisello Balsamo
- Cisliano
- Cologno Monzese
- Colturano
- Corbetta
- Cormano
- Cornaredo
- Corsico
- Cuggiono
- Cusago
- Cusano Milanino
- Dairago
- Dresano
- Gaggiano
- Garbagnate Milanese
- Gessate
- Gorgonzola
- Grezzago
- Gudo Visconti
- Inveruno
- Inzago
- Lacchiarella
- Lainate
- Legnano
- Liscate
- Locate di Triulzi
- Magenta
- Magnago
- Marcallo con Casone
- Masate
- Mediglia
- Melegnano
- Melzo
- Mesero
- Milano
- Morimondo
- Motta Visconti
- Nerviano
- Nosate
- Novate Milanese
- Noviglio
- Opera
- Ossona
- Ozzero
- Paderno Dugnano
- Pantigliate
- Parabiago
- Paullo
- Pero
- Peschiera Borromeo
- Pessano con Bornago
- Pieve Emanuele
- Pioltello
- Pogliano Milanese
- Pozzo d'Adda
- Pozzuolo Martesana
- Pregnana Milanese
- Rescaldina
- Rho
- Robecchetto con Induno
- Robecco sul Naviglio
- Rodano
- Rosate
- Rozzano
- San Colombano al Lambro
- San Donato Milanese
- San Giorgio su Legnano
- San Giuliano Milanese
- San Vittore Olona
- San Zenone al Lambro
- Santo Stefano Ticino
- Sedriano
- Segrate
- Senago
- Sesto San Giovanni
- Settala
- Settimo Milanese
- Solaro
- Trezzano Rosa
- Trezzano sul Naviglio
- Trezzo sull'Adda
- Tribiano
- Truccazzano
- Turbigo
- Vanzaghello
- Vanzago
- Vaprio d'Adda
- Vermezzo con Zelo
- Vernate
- Vignate
- Villa Cortese
- Vimodrone
- Vittuone
- Vizzolo Predabissi
- Zibido San Giacomo